# Église du Sacré-Cœur de la Guérinière
L'église du Sacré-Cœur de la Guérinière est un lieu de culte chrétien situé à Caen. Ce monument fait l’objet d’une inscription au titre des monuments historiques depuis le 4 juillet 2005.

## Localisation
L'église est située rue Jean-Gutenberg, dans le quartier de La Guérinière.

## Histoire
En 1951, le lieu-dit de la Guérinière est rattaché à la ville de Caen. À la place de baraquements de fortune construits après la guerre, un grand ensemble est aménagé à partir de 1955. L'évêque de Bayeux décide alors de faire construire une église au centre de ce nouveau quartier.
La construction de l'église est confiée aux architectes Guy Pison qui la conçoit et Louis Rême qui l'assiste. Elle est financée avec une partie des dommages de guerre de la chapelle Sainte-Paix. L'édifice est inauguré en 1961.
Labellisée par le ministère de la Culture « Patrimoine du XXe siècle », l'église est inscrite à l'inventaire supplémentaire des monuments historiques le 4 juillet 2005.

## Architecture
Il s'agit d'« une église très simple mais très originale par son plan en sablier et sa conception épurée ».

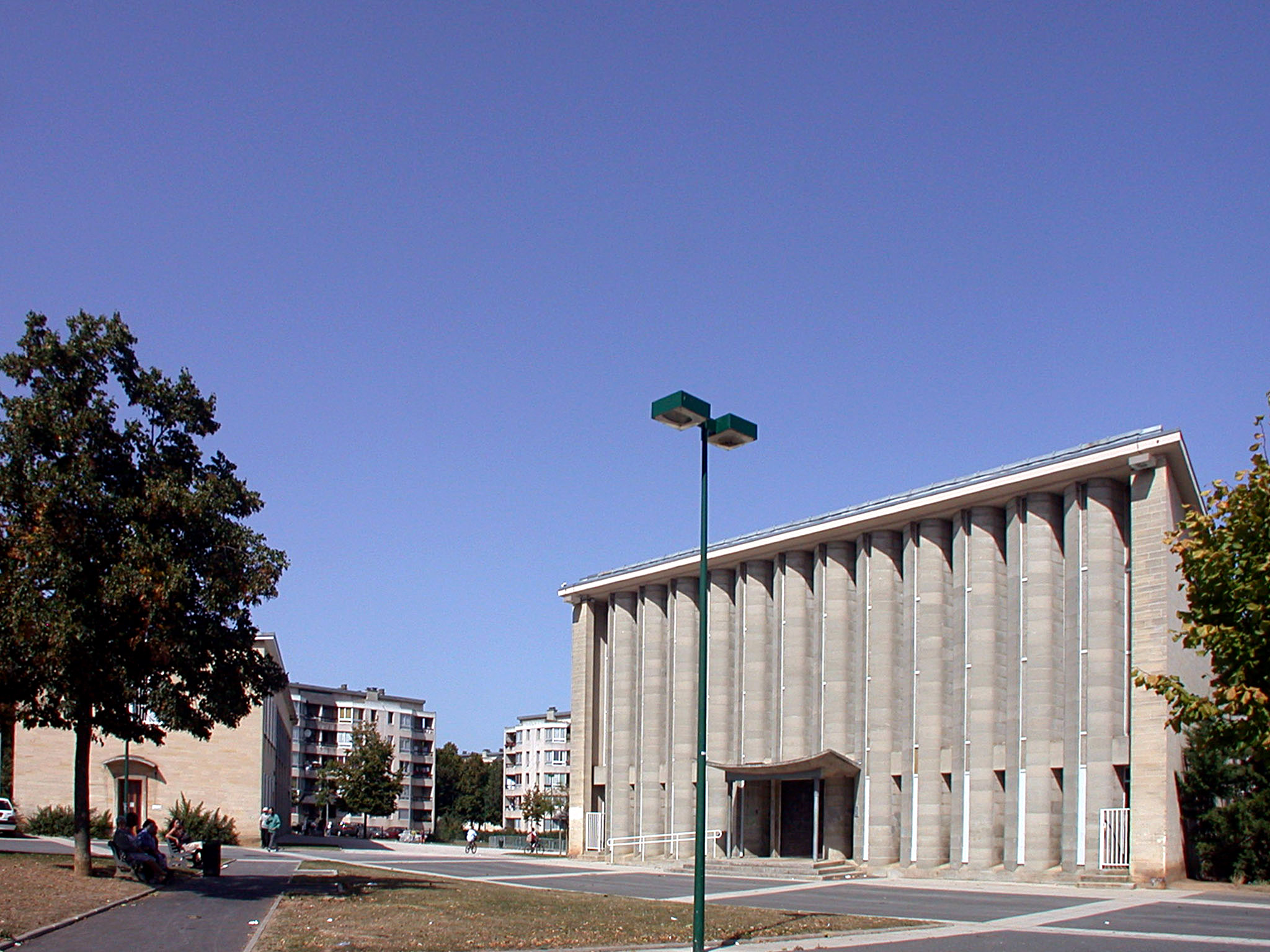
L'église du Sacré-Cœur.
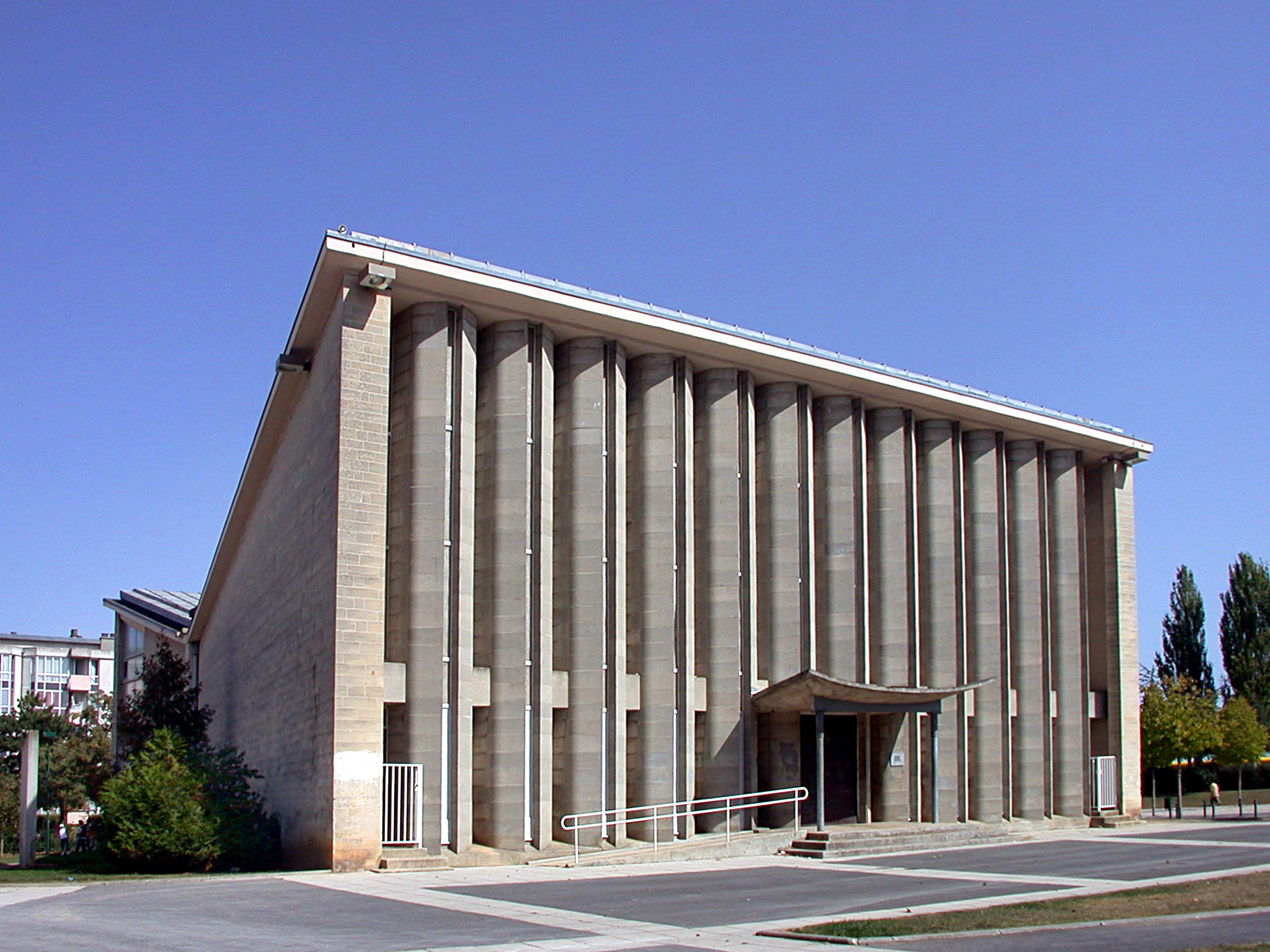
L'église du Sacré-Cœur.
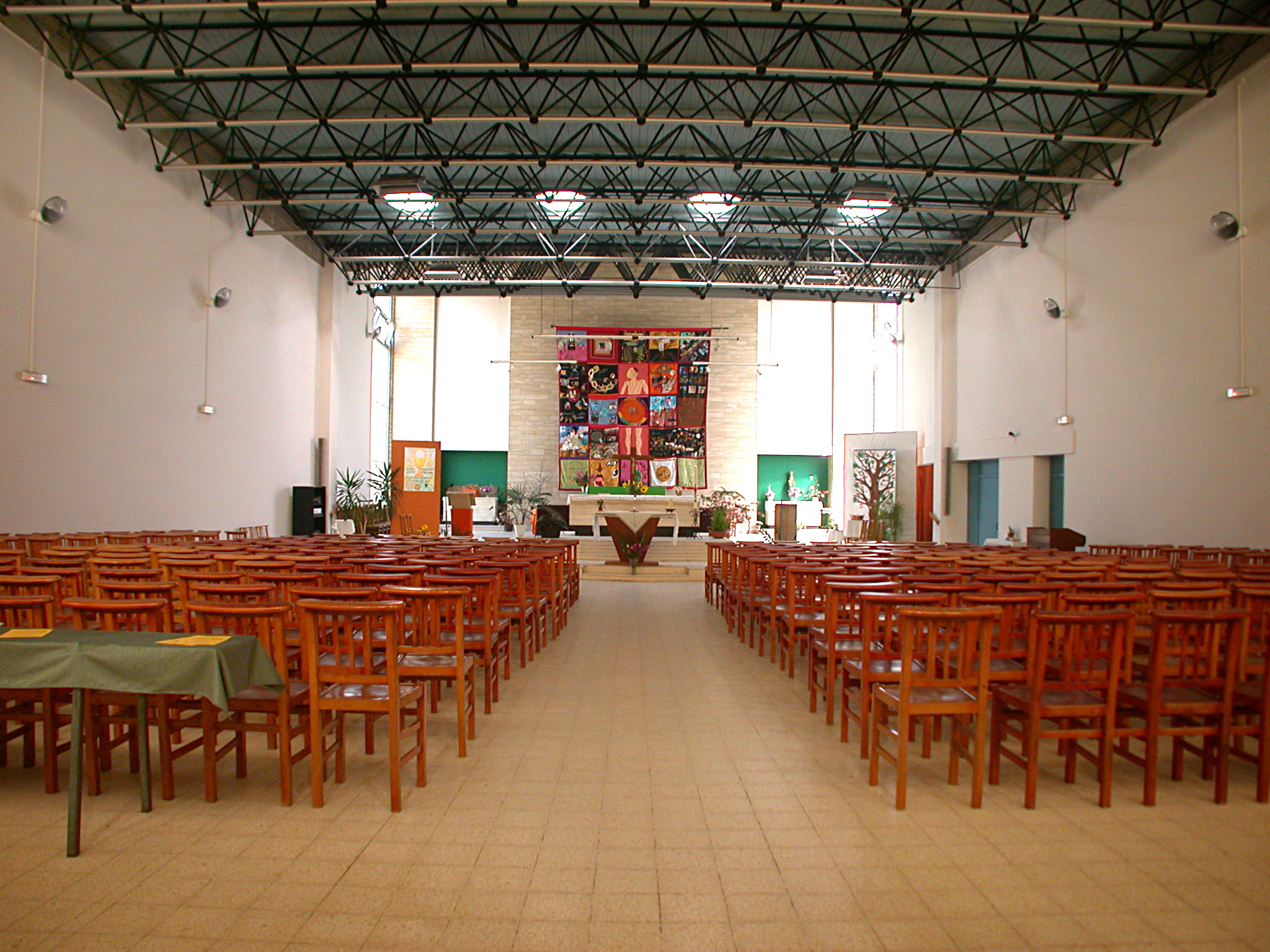
La nef de l'église du Sacré-Cœur.